# Quand nous nous réveillerons d'entre les morts
Quand nous nous réveillerons d'entre les morts (Når vi døde vågner) est un épilogue dramatique en trois actes écrit en 1899. C’est la dernière pièce que Henrik Ibsen ait écrite. Elle a été créée au théâtre de la Cour (de) de Stuttgart le 26 janvier 1900.

## Cycles
Quand nous nous réveillerons d'entre les morts est la dernière pièce d'un ensemble de douze pièces réalistes organisées en quatre cycles de trois pièces et qualifiés de drames contemporains. C'est la dernière pièce du cycle de quatre pièces constitué de Solness le constructeur, Le Petit Eyolf et John Gabriel Borkman.

## Personnages
- Le professeur Arnold Rubek, sculpteur
- Mme Maja Rubek, sa femme
- Le directeur de la station balnéaire
- Ulfheim, propriétaire foncier
- Une voyageuse (Irèna)
- Une diaconesse
- Clients et domestiques de l’hôtel des Bains

## Résumé

### Acte I
L’action se situe à l'extérieur d'une station thermale surplombant un fjord. Le sculpteur Arnold Rubek et sa femme Maja viennent de prendre leur petit-déjeuner et sont en train de lire des journaux et de boire du champagne. Ils s'émerveillent du calme qui règne dans la station thermale. Leur conversation est enjouée, mais Arnold fait allusion à un malaise général dans sa vie. Maja fait également allusion à une déception. En effet, Arnold avait promis de l'emmener au sommet d'une montagne pour voir le monde tel qu'il est, mais ils ne l'ont jamais fait.
Le directeur de l'hôtel passe avec quelques clients et demande si les Rubek ont besoin de quelque chose. Pendant ce temps, une mystérieuse femme habillée de blanc passe, suivie de près par une religieuse en noir. Arnold est attiré par elle, car il l’a vue de nuit dans le parc de la station. Le directeur ne sait pas grand-chose d'elle et il essaie de partir avant que Squire Ulfheim, un propriétaire foncier parti chasser dans la région, ne puisse le repérer, car il a peur de cet homme brutal. Ulfheim parvient cependant à le coincer et demande un petit-déjeuner pour ses chiens de chasse. Voyant les Rubeks, il se présente et se moque de leurs projets de croisière, insistant sur le fait que l'eau est rendue impure par les visiteurs. Il s'arrête à la station thermale en allant chasser l'ours en montagne, et il insiste pour que le couple le rejoigne, car les montagnes ne sont pas corrompues par les gens.
Maja accepte l'offre d'Ulfheim d’aller voir ses chiens manger leur petit-déjeuner, laissant Arnold seul avec la mystérieuse femme. Il se rend vite compte qu'elle est Irena, son ancien modèle. Au cours de leur conversation, Irena se dit constamment "morte" et elle explique que poser pour Arnold s'apparentait à une sorte "d'auto-mutilation", car  il capturait son âme pour la mettre dans son chef-d'œuvre, une sculpture appelée Le Jour de la résurrection. Il avoue qu'il n'a plus jamais été le même depuis qu'il a travaillé avec Irena : bien que la Le Jour de la résurrection lui ait apporté une grande renommée et une abondance de commandes, il ressent une sorte de mort similaire à celle d'Irena.
Lorsqu’Irena demande où va Arnold après son séjour à la station thermale, elle rejette l'idée de la croisière et lui demande de la rejoindre en haute montagne. Maja revient avec Ulfheim et demande à Arnold s'ils peuvent abandonner la croisière pour rejoindre Ulfheim qui part chasser dans la montagne. Arnold lui répond qu'elle est libre de le faire et lui dit qu'il envisage lui aussi d'aller dans la montagne.

### Acte II
Cet acte se déroule à l'extérieur d'un sanatorium, dans la montagne, éloigné du premier. Maja trouve Arnold au bord d'un ruisseau. Elle a passé la matinée avec Ulfheim. Le couple revient à leur discussion sur le malheur d'Arnold, et celui-ci avoue à Maja qu'il s'est lassé d’elle. Il veut vivre avec Irena parce qu'elle avait la clé du verrou qui bloque son inspiration artistique. Maja est blessée mais insiste pour qu'Arnold fasse ce qu'il veut. Elle suggère même qu’ils pourraient vivre ensemble tous les trois si elle ne parvient pas à trouver un nouvel endroit pour vivre.
Irena entre, et Maja exhorte Arnold à lui parler. Elle sort, et les laisse seuls. Arnold et Irena jettent des pétales de fleurs dans le ruisseau et se souviennent avec émotion de leur ancienne collaboration. À un moment donné, Arnold fait référence à leur vie passée et Irena sort son couteau, se préparant à le poignarder dans le dos. Lorsqu'il se retourne, elle cache le couteau. Arnold demande à Irena de venir vivre et travailler de nouveau avec lui. Il lui explique qu'elle peut renouveler sa vision artistique de sculpteur, mais elle persiste à dire qu'il n'y a aucun moyen de ressusciter une collaboration comme la leur, mais ils acceptent de faire comme s’ils le pouvaient. Maja revient avec Ulfheim, en route pour une chasse. Elle est heureuse et explique qu'elle a l'impression d'être enfin réveillée. Elle se chante une petite chanson à elle-même : « Libre, libre échappé de cage, / Je fends les airs, oiseau volage / Libre, libre, échappé de cage...  ».

### Acte III
Cet acte se déroule sur le flanc rocheux de la montagne, avec des chemins étroits et une cabane de chasse miteuse. Maja et Ulfheim entrent  dans une dispute à propos de ses avances sexuelles. Maja lui demande de l’emmener à la station. Ulfheim lui fait remarquer que le chemin est trop difficile pour elle et qu'elle va sûrement mourir si elle y va toute seule. Arnold et Irena remontent quant à eux le chemin depuis la station. Ulfheim est surpris qu'ils aient réussi à s'en sortir seuls, tant le chemin est difficile. Il les prévient qu'une tempête approche. Comme il ne peut guider qu'une seule personne à la fois, il accepte d'emmener Maja, et demande instamment à Irena et Arnold de s'abriter dans la cabane jusqu'à ce qu'il puisse revenir avec de l'aide.
Irena est horrifiée à l’idée d’être secourue. Elle est convaincue que la religieuse qui l’accompagnait la mettra dans un asile. Elle dégaine à nouveau le couteau pour se suicider, mais Arnold la convainc de ne pas le faire. Irena avoue qu'elle a failli le tuer plus tôt, mais qu’elle s’est arrêtée en réaliusant qu'il était déjà mort. Elle explique que l'amour qui appartient à leur vie terrestre est mort en eux deux. Cependant, Arnold souligne qu'ils sont tous deux encore libres, insistant pour que "nous, les deux choses mortes, vivons pour une fois la vie pleinement". Irena est d'accord mais insiste pour qu'ils le fassent au-dessus des nuages de la tempête qui s'annonce. Ils décident de gravir la montagne pour pouvoir se marier sous la lumière du soleil. Alors qu'ils s'élèvent joyeusement jusqu’à ne plus être visibles, la chanson de Maia se fait entendre au loin. Soudain, une avalanche dévale la montagne. On peut voir Arnold et Irène entraînés par l’avalanche. La religieuse, qui a suivi Irena dans la montagne, assiste à la scène en poussant un cri d’horreur. Après un moment de silence, elle dit « Pax vobiscum ! » (La paix soit avec vous). La chanson de Maia s'attarde encore dans l'air.

## Adaptations
- 1990 : mise en scène Kjetil Bang-Hansen (en), Théâtre national de Strasbourg[4]
- 2005 : mise en scène Alain Bézu, Théâtre de la Foudre[5]
- 2007 : mise en scène Jacques David, Théâtre du Chaudron[6]
- 2017 : mise en scène Alexandre Lefebvre, Le passage vers les Étoiles[7]